# (2866) Hardy
(2866) Hardy (1961 TA) – planetoida z pasa głównego asteroid okrążająca Słońce w ciągu 4 lat i 355 dni w średniej odległości 2,91 j.a. Została odkryta 7 października 1961 roku przez w Observatoire Royal de Belgique w Uccle przez Sylvaina Arenda. Nazwa planetoidy została nadana na cześć Olivera Hardy, amerykańskiego aktora komediowego znanego z serii filmów o Flipie i Flapie.